# Jodargyrit
Jodargyrit (Leymérie 1859), chemický vzorec β-AgI, je šesterečný minerál, klasifikace dle Strunze 03.AA.10 - jednoduché bezvodé halogenidy. Název z řečtiny podle chemického složení, iodos  (obsahující jód) a argyros (stříbro). Typová lokalita je Albarradón mine, Zacatecas, Mexiko, kde byl poprvé nalezen a odkud ho popsal Alexandre Félix Gustave Achille Leymérie roku 1959. 

## Vznik
Druhotný minerál oxidační zóny ložisek Ag (Tonopah, Goldfield (Nevada), na chryzokolu ve Vrančicích, v alterační zóně ložiska Pb-Zn Broken Hill (Austrálie, kde tvoří až 1 cm krystaly (až čtyřčata).

## Morfologie
Při teplotě 146 °C přechází v krychlovou modifikaci α-AgI. Tvoří drobné krystaly, krátce až dlouze sloupcovité podle {0001}, také tlustě až tence tabulkovitého habitu podle {0001}, které mohou být hemiedrické i holoedrické, soudkovité až kulovité krystaly, plátky či šupinky || s {0001}, též zrnitý, celistvý. Pseudomorfuje miersit.

## Vlastnosti

### Krystalografie
Je hexagonální soustavy, dihexagonální pyramida, prostorová grupa P63mc, bodová grupa 6mm, a=4,59, z=7,50, Z=2, V=137°, rtg analýza 3,75(100)-2,296(85)-3,98(60)-1,959(50)-3,51(40)-2,119(30). Na krystalech vyvinuty tvary c {0001}, m {1.0.-1.0}, a {1.1.-2.0}, o {1.0.-1.2}, g {3.0.-3.4}, r {7.0.-7.8}, -s {15.0.-15.16}, i {1.0.-1.1}, -t {7.0.-7.6}, f {3.0.-3.2}, u {2.0.-2.1}, w {9.0.-9.4}, x {7.0.-7.2}, y {9.0.-9.2}, z {33.0.-33.4}. Vzácně zjištěny tvary {1.0.-1.8}, {1.0.-1.4}, {2.0.-2.3}, {4.0.-4.5}, {15.0.-15.8}, {4.0.-4.-1}, {7.0.-7.1}, {33.0.-33.2}, {1.0.-1.7}, {1.0.-1.3}, {3.0.-3.4}, {3.0.-3.-4}, {7.0.-7.3}, {9.0.-9.2}, {9.0.-9.1}, {1.0.-1.6}, {1.0.-1.2}, {4.0.-4.5}, {7.0.-7.4}, {3.0.-3.-1}, {9.0.-9.-2}, {9.0.-9.-1}. Krystaly mohou být uspořádány v paralelních skupinách a v růžicích. Dvojčatí podle {3.0.-3.4}, někdy jsou nacházena také čtyřčata. 

### Fyzikální vlastnosti
Tvrdost=1-1,5, hustota=5,69 g/cm3. Štěpnost podle {0001} dokonalá, lom lasturnatý, dá se řezat nožem, ohebný. Není radioaktivní. 

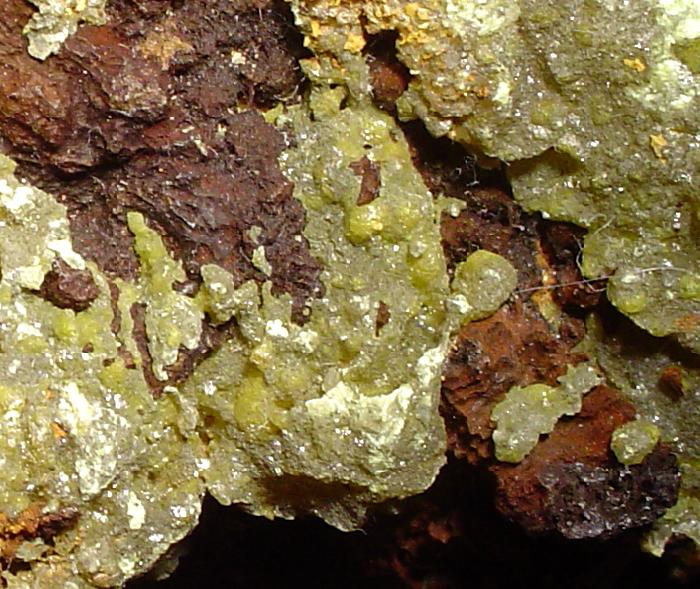
jodargyrit z lokality Broken Hill (Austrálie), autor fota Rob Lavinsky, iRocks.com – CC-BY-SA-3.0

### Optické vlastnosti
Čerstvý je bezbarvý, na světle rychle nabíhá do žluté barvy různých odstínů, žlutozelený, hnědavý, žlutošedý, oranžovožlutý, šedý. Vryp má bílý, žlutý, oranžovožlutý. Lesk je téměř diamantový nebo jen smolný, na štěpných plochách perleťový, průsvitný až průhledný. Jednoosý, pozitivní, velmi silně disperzní, nω=2,21, nε=2,22. V průchozím světle vykazuje abnormální zelené interferenční barvy. 

### Chemické vlastnosti
Procentuální složení:
- Ag 45,95%
- I 54,05%

Rozpustný v koncentrovaném amoniaku a Na2S2O3

## Příbuzné minerály
Marshit, Miersit, Nantokit, Chlorargyrit, Bromargyrit.

## Parageneze
Vyskytuje se v asociaci s chlorargyritem, bromargyritem, jodovým bromargyritem, ryzím stříbrem, akantitem, kalcitem, descloizitem, vanadinitem, pyromorfitem, bismoklitem, cerusitem, limonitem, wadem.

## Získávání
Při těžbě rud stříbra či polymetalických rud. 

## Využití
Ruda stříbra. 

## Naleziště
- Česko - nalezen v jediném zrnku o velikosti 0,02 mm v Horní Rokytnici, v drobných nažloutlých až žlutých silně lesklých nedokonalých krystalech až 1 mm velkých z Vrančic u Příbrami
- Evropa
  - Francie - Ébreuil, Monteils
  - Německo - Oberwolfach, Reichenbach, Dernbach, Ehrenfriedersdorf jodargyrit s azuritem, Broken Hill (Austrálie), autor fota Rob Lavinsky, iRocks.com – CC-BY-SA-3.0
  - Řecko - ostrov Melos, Thorikos

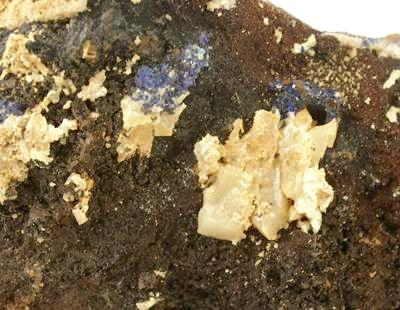
jodargyrit s azuritem, Broken Hill (Austrálie), autor fota Rob Lavinsky, iRocks.com – CC-BY-SA-3.0

  - Maďarsko - důl Andrássy I. (Rudabánya), Legyesbénye
  - Itálie - Piombino
  - Slovensko - Banská Štiavnica
  - Španělsko - Rodalquilar, Minas de Horcajo
- Svět
  - Austrálie - Cobar, Moquilamba, Broken Hill, Beltana, Burra, Clarendon, Whim Creek
  - Argentina - Tanti, Uspallata
  - Chile - Guanaco, Caracoles, Chañarcillo, El Arrayan
  - Čína - Altan Emel
  - Mexiko - East Camp, Sierra de las Encinillas, Peňoles, Mineral de Pozos, Las Aguas, San Marcial, Albarradón, Zacatecas
  - Namibie - Copper Valley
  - USA - Bisbee, Pearce, Cerbat Mts, Ko Vaya, Tiger, Alum Gulch, Carbonate Hill, Fryer Hill, Goldfield District, Rhyolite, Tonopah, Gallinas Mts